# Norddorf auf Amrum
Norddorf auf Amrum (nordfriesisch: Noorsaarep, dänisch: Nordtorp) ist neben Nebel und Wittdün auf Amrum eine der drei Gemeinden auf der Nordseeinsel Amrum.

## Geographie
Das Gemeindegebiet nimmt das nördliche Drittel der Insel Amrum ein. Der Ort liegt bis auf wenige Häuser auf der Geest, der Geestrand verläuft an der Nordseite des Dorfes. Nördlich schließt sich ein eingedeichtes Marschgebiet an, nordwestlich, westlich und südwestlich von Norddorf liegt ein Dünengürtel. Die höchste Amrumer Düne, genannt A Siatler (deutsch „Setzerdüne“), ist mit 32 Metern Höhe hier zu finden. Etwa einen Kilometer nördlich des Ortes befindet sich das Schullandheim Ban Horn. Am Watt steht auf einem Hügel aus der Wikingerzeit das Haus Borag.

## Geschichte
Norddorf ist zusammen mit Süddorf das älteste der Amrumer Dörfer. 1890 gründete Friedrich von Bodelschwingh in Norddorf und nördlich von Norddorf Seehospize, die den Charakter des Ortes lange prägten. Mit Hüttmanns Hotel entstand ein erstes Hotel im Ortskern. 1902 wurde Norddorf erstmals von der Amrumer Inselbahn bedient, die weiter nach Nordwesten zum Kniephafen am Kniepsand führte. Der Kniephafen konnte auch von größeren Schiffen angelaufen werden und diente vor allem dem Schiffsverkehr nach Hörnum auf Sylt.
Am 25. Juli 1925 löste sich Norddorf aus der Gemeinde Amrum, die zu diesem Zeitpunkt die gesamte Insel ohne Wittdün umfasste. Die Gemeinde Norddorf wurde neu gebildet. Im selben Jahr brannten große Teile des Dorfes ab, so dass seither überwiegend neuere Häuser ohne Reetdach das Dorfbild prägen.
1938 wurde letztmals die Anlegebrücke wegen der fortschreitenden Versandung nach Norden verlegt. Mit der Anlagerung des Kniepsands an den Dünengürtel der Insel musste auch dieser Hafen aufgegeben werden. 1939 wurde die Inselbahn stillgelegt und durch Omnibusse ersetzt. Mit der Einrichtung eines Kurmittelhauses im Jahr 1956 wurde Norddorf Seeheilbad. Ein in den 1970er Jahren errichtetes Schwimmbad wurde später stillgelegt. 2001 wurde das rund einen Kilometer nördlich des Ortes gelegene Hospiz I abgerissen. Die übrigen Seehospize existieren heute ebenfalls nicht mehr oder werden für andere Zwecke verwendet.
Die Gemeinde Norddorf bildete zusammen mit den Gemeinden Nebel und Wittdün bis zum 31. Dezember 2006 das Amt Amrum. Seitdem gehört Norddorf zum Amt Föhr-Amrum.
Am 27. April 2009 erhielt die Gemeinde den Namenszusatz auf Amrum und heißt seitdem Norddorf auf Amrum.

## Politik

### Gemeindevertretung
Die Wählergemeinschaft Norddorf (WGN) hält in der Gemeindevertretung seit der Kommunalwahl 2018 alle neun Sitze.
Zur Wahl 2018 war erstmals eine Einheitsliste gebildet worden.
Bei der Kommunalwahl 2023 wurde dieses Ergebnis bestätigt. Die Wahlbeteiligung betrug hierbei 55,7 Prozent.

## Sehenswürdigkeiten
Der Norddorfer Badestrand liegt westlich auf dem Kniepsand. Westlich und südlich des Ortes liegt das Naturschutzgebiet Amrumer Dünen. Im ehemaligen Schwimmbad nahe dem Strand wurde ein naturkundliches Zentrum mit dem Schwerpunkt Umweltschutz eingerichtet, das der Öömrang Ferian betreibt.
Von Norddorf aus lässt sich die Amrumer Odde (nördliche Spitze der Insel) erreichen. Dort befindet sich ein weiteres Naturschutzgebiet. Watvögel und andere Tiere des Wattenmeeres lassen sich hier gut beobachten. Führungen durch den Verein Jordsand finden regelmäßig statt.
Auf der Düne A Siatler befindet sich eine Aussichtsplattform. Weiter südwestlich steht in der Nähe des Übergangs zum Kniepsand der Leuchtturm Norddorf mit Jugendstilelementen. Er wurde 1906 errichtet und dient als Leit- und Quermarkenfeuer für das Fahrwasser Vortrapptief. Der Leuchtturm wird auf Amrum als Quermarkenfeuer bezeichnet.
Unmittelbar neben dem Bohlenweg im „Düüwdääl“ (Taubental), westlich von Norddorf, wurde ein Grabhügel aus der Bronzezeit teilweise wieder freigelegt.
Zwei Friesenhäuser und ein Friesenwall sind als Kulturdenkmal eingetragen, siehe Liste der Kulturdenkmale in Norddorf auf Amrum.

## Galerie

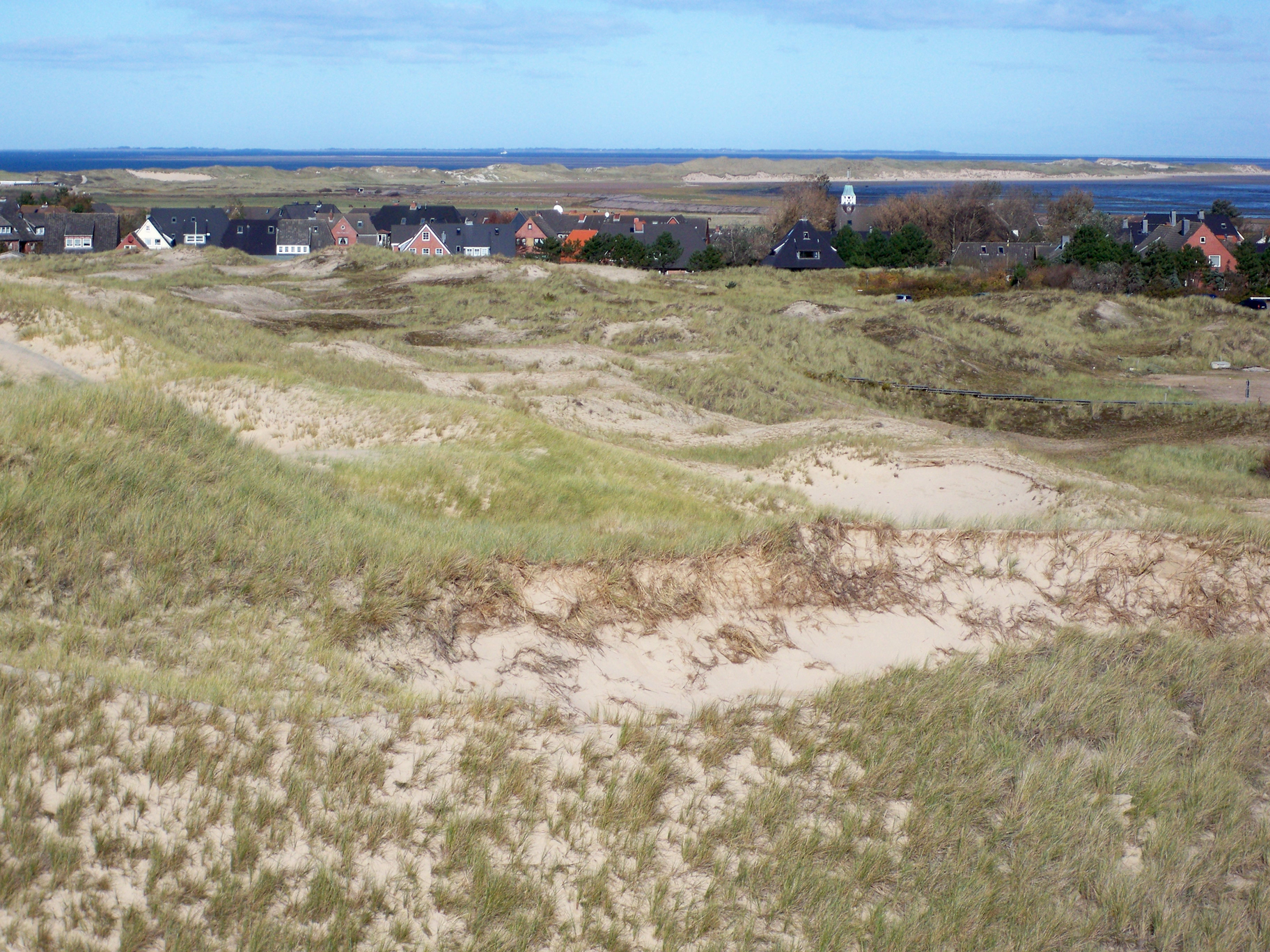
Norddorf von der Aussichtsdüne mit Odde und Sylt
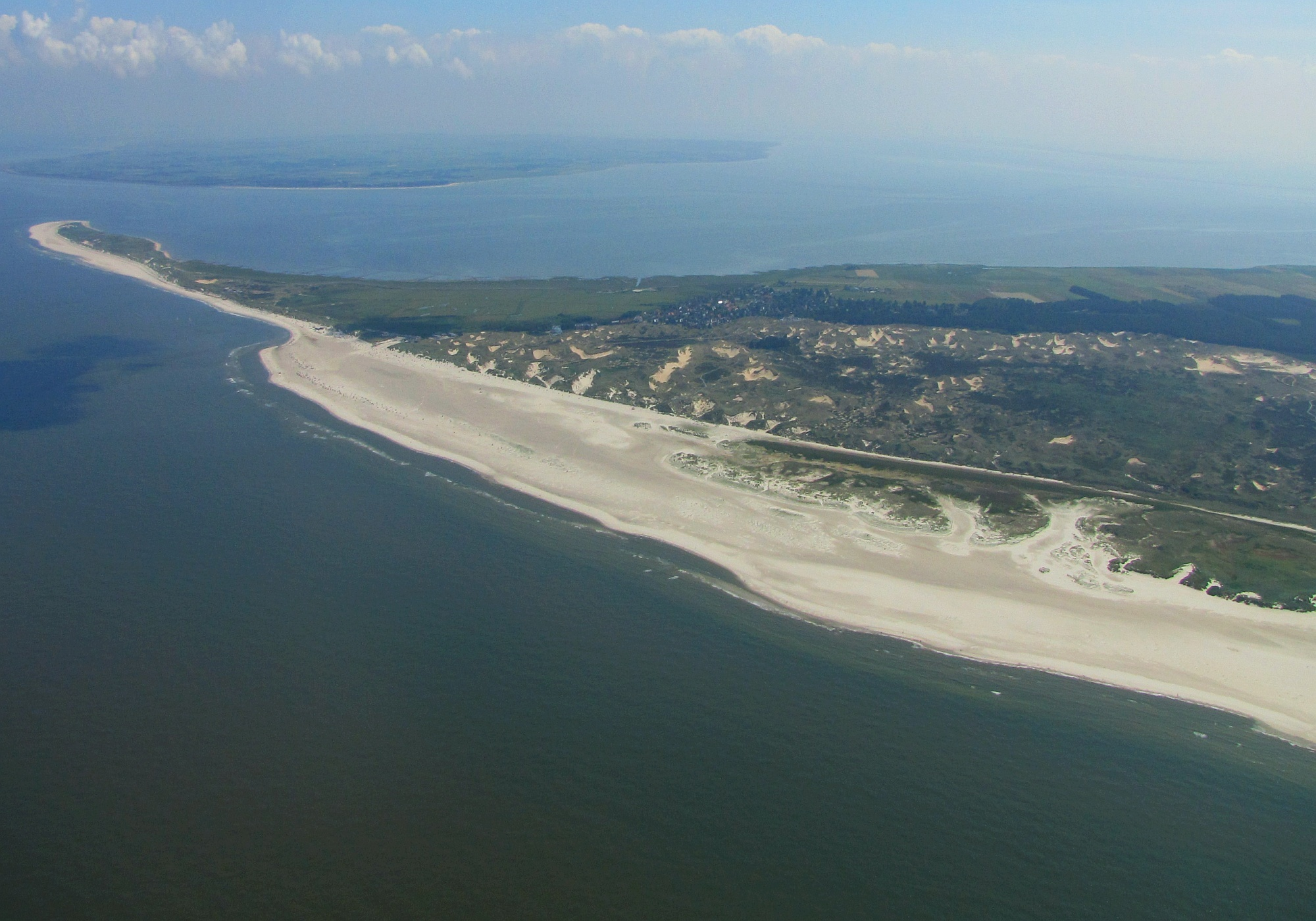
Insel Amrum mit der Gemeinde Norddorf und dem Naturschutzgebiet Amrum-Odde, Ansicht von Westen
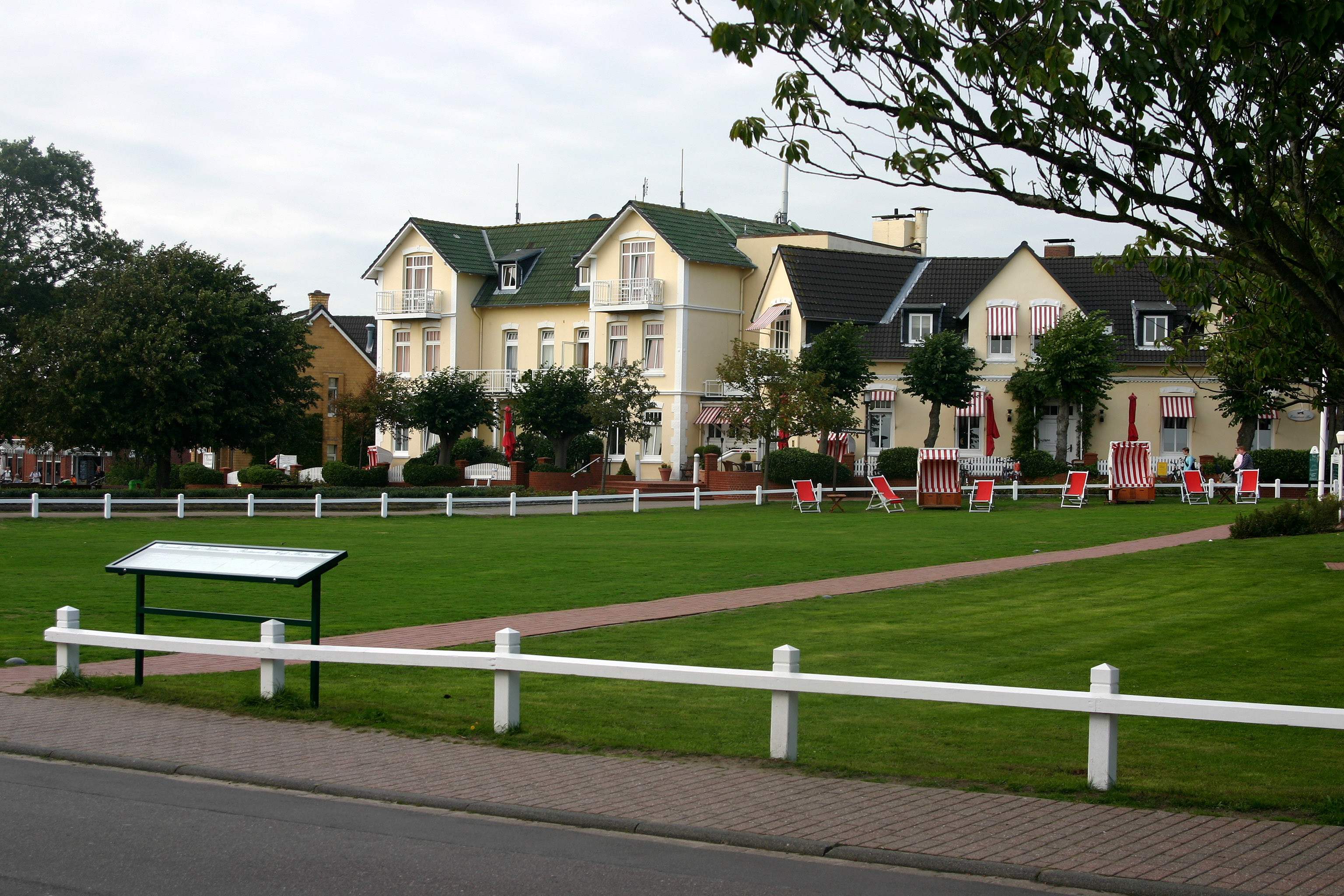
Kurpark im Ortszentrum
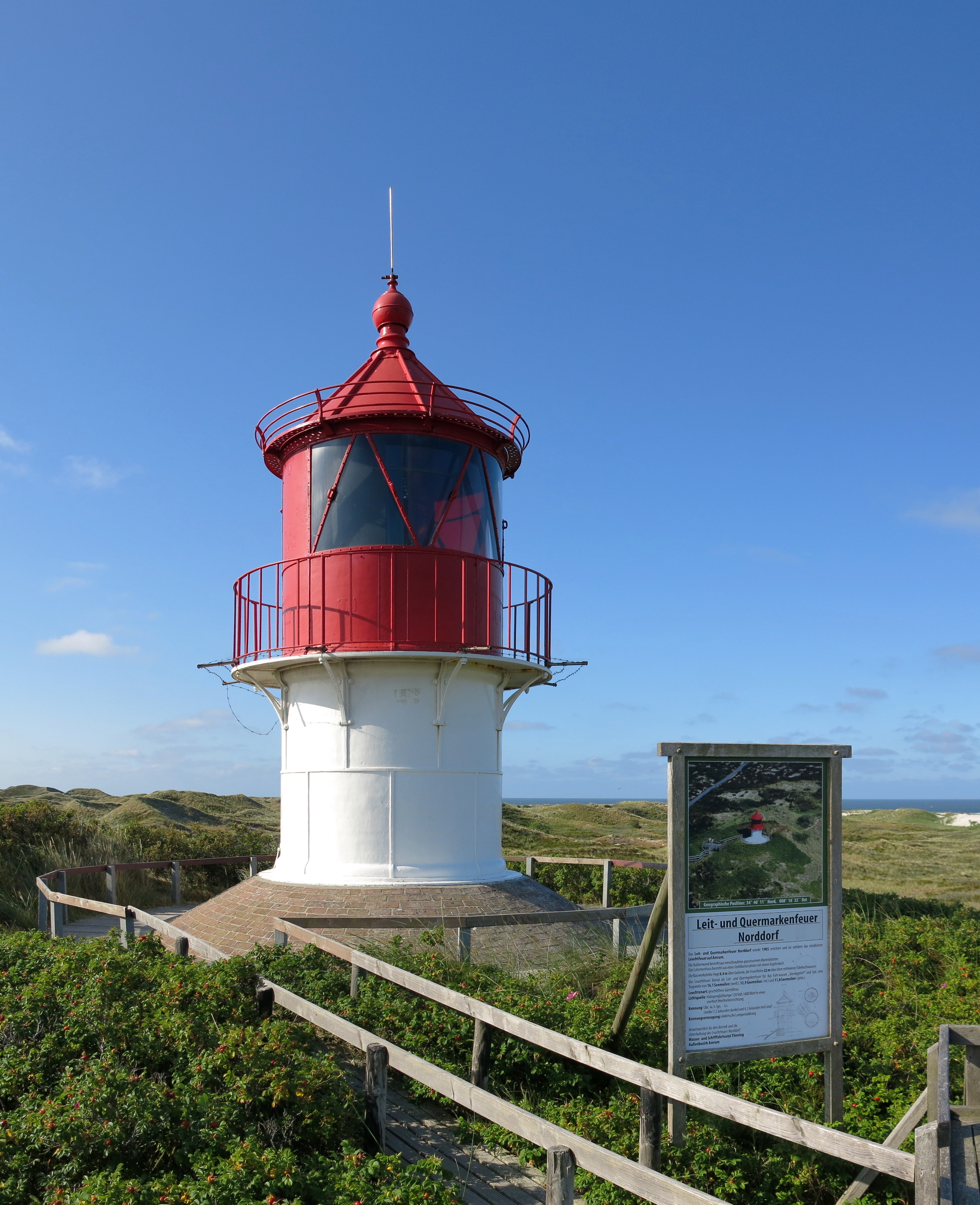
Leit- und Quermarkenfeuer Norddorf
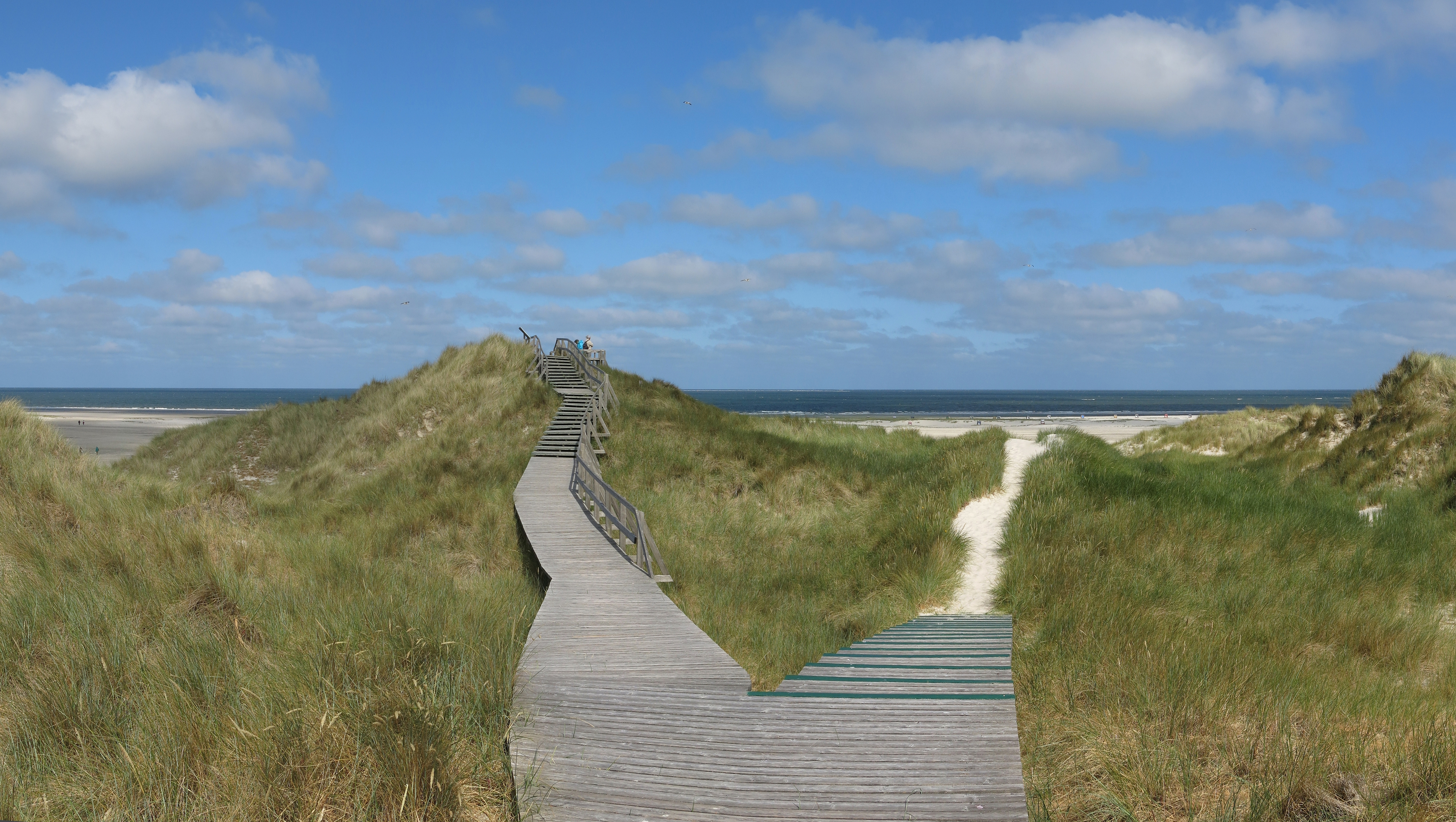
Aussichtsplattform Himmelsleiter in den Dünen bei Norddorf
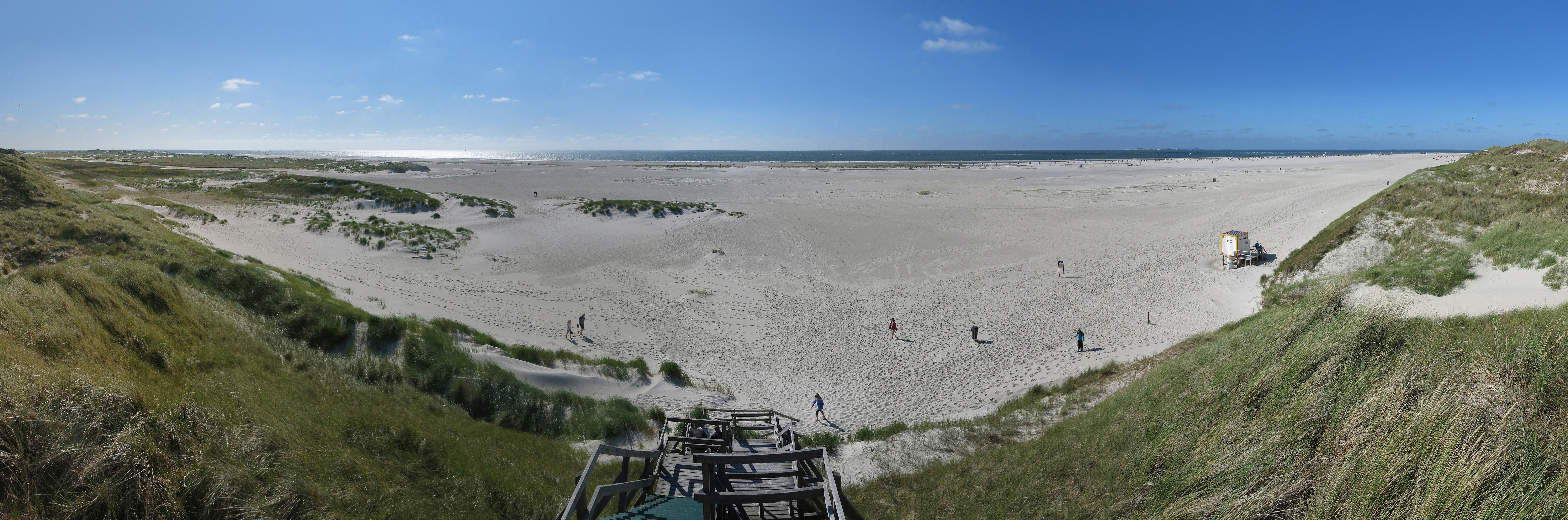
Kniepsand bei Norddorf gesehen von der Aussichtsplattform Himmelsleiter

## Wirtschaft und Verkehr
Mit 474.237 Übernachtungen von 49.485 Gästen (ohne Übernachtungen in der Nordseeklinik) im Jahr 2012 gehört die Gemeinde zu den zehn wichtigsten Fremdenverkehrsorten in Schleswig-Holstein. Die Gemeinde verfügte 2005 über 2.162 Gästebetten.
Größter Beherbergungsbetrieb in Norddorf ist die Nordseeklinik, eine Mutter-Kind-Kurklinik der AOK, die bis zu 159 Erwachsene sowie deren Kinder im Alter von 3 bis 14 Jahren für Vorsorge- und Reha-Kuren aufnimmt.
Norddorf liegt am Nordende der Landesstraße L 215, die bis Wittdün führt. Regelmäßig verkehren Busse der Wyker Dampfschiffs-Reederei. Die Amrumer Inselbahn wurde 1938 stillgelegt.

## Söhne und Töchter der Gemeinde
- Knut Jungbohn Clement (1803–1873), Schriftsteller und Sprachwissenschaftler
- Dorothy Vernon (gebürtig Dorothea Ahrens, 1875–1970), Schauspielerin
- Georg Quedens (* 1934), Fotograf, Sachbuchautor, Natur- und Heimatforscher